# Riki Takasaki
Riki Takasaki (født 11. juli 1970) er en tidligere japansk fodboldspiller.
Han har spillet for flere forskellige klubber i sin karriere, herunder Kashima Antlers og Oita Trinita.